# Bádogjáték
A Bádogjáték (eredeti cím: Tin Toy) a Pixar Animation Studios 1988-ban készült rövidfilmje, amely számítógép-animációs technikával készült. A John Lasseter rendezte rövidfilm 1989-ben elnyerte a Legjobb animációs rövidfilmnek járó Oscar-díjat.

## Történet
|  | Alább a cselekmény részletei következnek! |

A film egy szobában játszódik, szereplői a címszereplő játék, egy egy láb magas, mechanikus utcai zenész-bábu és egy kisbaba. Ez az első alkalom, hogy valóságos embert kíséreltek meg számítógéppel animálni.
Eleinte a játék örül, hogy a baba játszik vele, egészen addig, míg ráeszmél, mennyire kártékony tud lenni egy kisbaba. Bemenekülve a fotel alá, felfedez tucatnyi más játékot, akik nem mernek kimenni onnan. Ám a baba elesik és sírásban tör ki, így a főszereplő játék úgy dönt, nincs mit tenni, segítenie kell. Bohóckodása felvidítja a kicsit, aki fogja, erőszakosan rázni kezdi és elhajítja. Miután játékunk magához tér az őt ért megrázkódtatásból, bosszúsan veszi észre, hogy a baba megfeledkezett róla és most már csak az őhozzá tartozó kartondobozzal játszik.
|  | Itt a vége a cselekmény részletezésének! |

## Érdekességek
- A Captain Kangaroo és The Price Is Right főcímdala is hallható a háttérben szóló tévében.
- 2003-ban az Egyesült Államok Kongresszusi Könyvtára „kulturálisan jelentősnek” kiáltotta ki a filmet, és beválasztotta az amerikai nemzeti filmregiszter filmjei közé.
- A Toy Story – Játékháború első vázlataiban a Tin Toy főhősét képzelték el a főszerepre, és inkább afféle road movie-nak tervezték, amiben Tin Toy egy hely után kutat, amit otthonának hívhat. Miután egy cowboy-baba került a képbe (Woody elődje), s egyre nagyobb szerephez jutott a cselekményben, Tin Toy szerepe átalakult azon szereppé, amit végül Buzz Lightyear töltött be.

## Külső hivatkozások
- Hivatalos oldal
- Bádogjáték az Internet Movie Database-ben (angolul)
- Bádogjáték a Rotten Tomatoeson (angolul)
- Bádogjáték a Box Office Mojón (angolul)
- Bádogjáték a TV Tropes oldalon (angolul)
- Bádogjáték a tematikus Pixar wikiben (angolul)
- Bádogjáték a tematikus Disney wikiben (angolul)